# オリッサ・イカット
オリッサ・イカット（Odisha Ikat）は防染技術の一つ。2007年よりオリッサ州が地理的表示されている。 

## 織られている地域
バラソアまたはマユルバンジ地区。オディシャ西部ではバルパリ、レムンダ、ジリミンダ、マハラカタ、シンガパリ、ソネプール、パタバディ、サガルパリ、タラバ、ビラマハラジプール、スバラヤ、ケンダップアリ、ジャガナスパリ、カマラプールのバルガル地区とソネプール地区。カタック区域では、バダンバ、 ヌアパトナ 、マニアバダ、ナラシンプル、ティギリア。 

## 歴史
ジャガンナートの信仰が由来。生地に使われる色は信仰の象徴とされ、白、黒、黄色、赤の4色に、緑色が追加された。これらの色は、ヴェーダと神々の過去、現在、未来を表すと言われている。 また、イカットを使った芸術は、古代の寺院建築の模倣から生まれたと推測される。 

## 工程

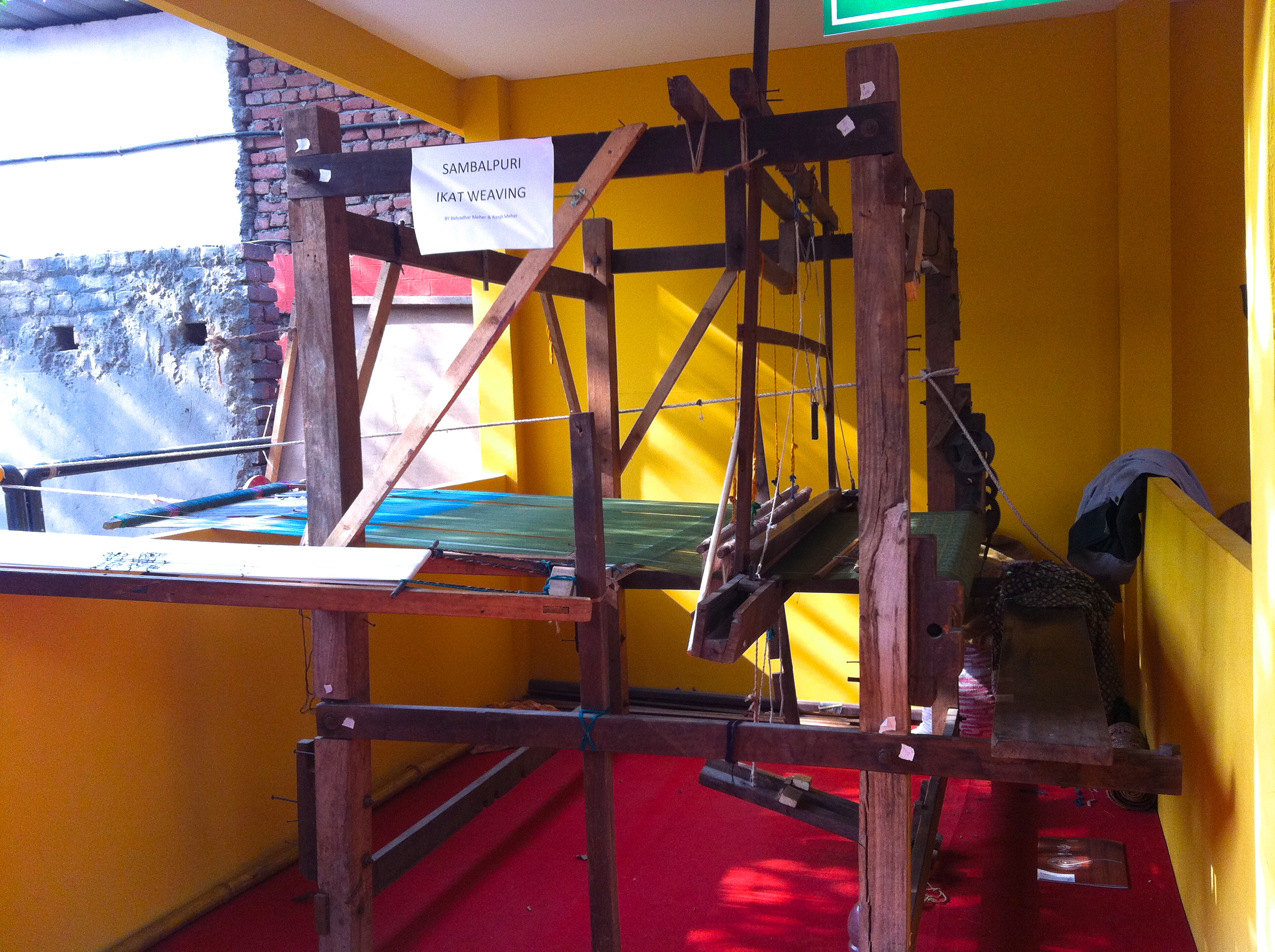
オリッサ州サンバルプルのダブルイカット織り機

絹織物の模様が織りの前に縦糸と横糸を染色する工程を経て変わる。 
染色の為、他の布が織機の特定の箇所で糸に固定される。染料は布に吸収され、織機から取り除くと染められ、一回の染色だと斑点が多くなる。模様作りは職人の高度な技術と長時間を必要とし、糸を結び染色する8つの工程で製作される。縦糸を結ぶだけでなく、場合によっては横糸を結んで、結ばれていない部分に色を移すことも慣わし。染色された部分に結び付けと染色の工程を繰り返し、より多くの色が追加される。こうする事で生地に独特の色合いを持った模様を付ける事が出来る。 
前面と背面の両方に同じカラフルな模様が描かれる。模様は事前にデザインされるのではなく、結びと染色の過程で職人が想像力で模様を創り上げる。 
入る絵は鳥、動物、ルドラクシュビーズ、幾何学的なデザイン、サイコロ、寺院の塔、尖塔等。  カタック地区のヌアパトナ製のそれはイカット糸で織られており、この織物は毎日ジャガンナート寺院の像に飾られている。  
西部オリッサ州のブラスで生産されたイカットは、東部オリッサ州の製品と比較して生地と模様（ダブルイカットを含む）の両方の使用において優れていると考えられる。 
イカットのサリーを手作業で作るには約7ヶ月かかり、14の工程を経て2人の職人が手がける。「アンチャル」「パル―」という錦の飾りが縁につき、儚さを表す為羽模様となる。 
オリッサ・イカットはサリーの他に、布のボルト、ベッドリネン、テーブルクロス、ドゥパッタの素材になる。 